# 地球大紀行スペシャル
『地球大紀行スペシャル』（ちきゅうだいきこうスペシャル）は、1997年から2013年までほぼ毎年1月に、TBS系列局で特別番組として放送された中部日本放送製作の紀行番組・ドキュメンタリー番組で、地球環境の変化や人類の発展の歴史を視点に、地球の自然と各国の文化を紹介した海外ロケ番組である。
2008年から2010年までは西村雅彦を旅人役に起用した3か年3部作シリーズ『赤道大紀行』を放送した。

## 放送日時と内容
- 1997年1月25日
  - 絶滅種を救え！自然は訴える
- 1998年1月24日
  - エコロジースペシャル'98 生態系エイリアン悲劇の湖は語る
- 1999年1月23日
  - 食の探求スペシャル 美味礼讃フランス紀行〜旬と素材の料理革命〜
- 2000年1月22日
  - アジア動物巡礼〜酒井美紀・野生王国を撮る！〜
- 2001年1月20日
  - 舞の海先生のヒマラヤがちんこ教室
- 2002年1月19日
  - 中澤裕子の黄金郷 タイ幸福漂流記
- 2004年1月23日
  - ジミー大西 ああ驚いた メキシコひとり旅
- 2005年1月29日
  - 太平洋最後の楽園へ 高橋克典ちいさな島の大冒険
    - プロデューサー：藤井稔
    - ディレクター：大谷佐代
- 2006年1月28日
  - 伊藤英明インカを歩く 天空から秘境へ!幻の「王の道」8000キロの旅[3]
    - ナレーション：山本陽子、伊藤英明
    - 構成：武田浩
    - プロデューサー 藤井稔、斉藤龍昭、高橋京子（イースト）、飯田享子（イースト）
    - 演出：善本真也（イースト）
    - 制作協力：イースト
- 2007年1月27日
  - 高橋克典 ゾウと旅する 幸福感動!タイ5000キロ[4]
    - プロデューサー：藤井稔
    - ディレクター：斉藤龍昭
- 2008年1月26日
  - 赤道大紀行シリーズ 南米横断編（旅人 - 西村雅彦）
- 2009年1月24日
  - 赤道大紀行シリーズ アフリカ編（旅人 - 西村雅彦）
- 2010年1月30日
  - 赤道大紀行シリーズ 最終章（旅人 - 西村雅彦）
- 2011年2月5日
  - 情熱カリブ躍動紀行 玉木宏がラテンの魂に迫る！[5]
    - ロケ地：ジャマイカ〜コスタリカ共和国〜キューバ共和国
    - ディレクター：樋口昇、吉野貴士
    - チーフプロデューサー：藤井稔
    - 演出・プロデュース：斉藤龍昭
- 2012年1月28日
  - 世界海峡 イスタンブール〜玉木宏 アジア紀行 最果ての海へ！〜[6]
    - ロケ地：ドウバヤズット〜エルズルム〜カンガル〜カッパドキア〜アンカラ〜イスタンブール
    - 撮影：谷口たつみ
    - 音声：池田博之
    - ディレクター：萩原雄太
    - 総括：斉藤龍昭
    - 企画・プロデュース：藤井稔
- 2013年1月26日
  - 堤真一 ヒマラヤ巡礼〜山で神様に逢いたくて〜[7]
    - ロケ地：カトマンズ〜ルンビニ〜ジョムソン〜エベレスト街道
    - アシスタントプロデューサー：柴田知宏
    - 演出：善本真也
    - プロデューサー：藤井稔、高橋京子
    - 制作協力：イースト・エンタテインメント